# Att skjuta en elefant
"Att skjuta en elefant" (originaltitel: "Shooting an Elephant") är en essä från 1936 av George Orwell. Den publicerades första gången i tidskriften New Writing under hösten 1936.
Essän har efter Orwells död publicerats ett flertal gånger, till exempel i Shooting an Elephant and Other Essays (1950).

## Handling
Essän handlar om en ung brittisk man som arbetar som polis i Nedre Burma under kolonialtiden. När en elefant rymmer och löper amok i staden Moulmein skickas mannen att skjuta den, och efter mycket tvekan och stor press från lokalbefolkningen dödar han den till slut.
Läsaren får följa den unge mannens tankegångar under händelseförloppet. Han erkänner för sig själv att han snarare sköt elefanten på grund av indiernas påtryckningar än för att elefanten hade trampat en man till döds.